# 2009 Волошина
2009 Волошина (2009 Voloshina) — астероїд головного поясу, відкритий 22 жовтня 1968 року.
Тіссеранів параметр щодо Юпітера — 3,200.